# Wäschenbeuren
Wäschenbeuren là một thị trấn thuộc huyện Göppingen ở Baden-Württemberg ở miền nam Đức. Đô thị này có diện tích 12,95 km², dân số thời điểm 31 tháng 12 năm 2020 là 3971 người.